# Rhinocochlis
Rhinocochlis is een geslacht van weekdieren uit de  familie van de Dyakiidae.

## Soorten
De volgende soort is in het geslacht ingedeeld:
- Rhinocochlis nasuta (Metcalfe, 1852)